# Symplectoscyphus margaritaceus
Symplectoscyphus margaritaceus is een hydroïdpoliep uit de familie Sertulariidae. De poliep komt uit het geslacht Symplectoscyphus. Symplectoscyphus margaritaceus werd in 1885 voor het eerst wetenschappelijk beschreven door Allman. 